# Oswaldo Palencia
Oswaldo Enrique Palencia (né le 1er février 1970 au Venezuela) est un joueur de football international vénézuélien, qui évoluait au poste d'attaquant.

## Biographie

### Carrière en club
Avec l'Universidad de Los Andes, il remporte une Coupe du Venezuela et joue une finale de Copa Libertadores.

### Carrière en sélection
Avec l'équipe du Venezuela, il joue 7 matchs (pour un but inscrit) entre 1993 et 1997. 
Il figure dans le groupe des sélectionnés lors des Copa América de 1993 et de 1997.
Il joue quatre matchs comptant pour les tours préliminaires de la coupe du monde, lors des éditions 1994 et 1998.

## Palmarès
| Universidad de Los Andes - Coupe du Venezuela (1) : - Vainqueur : 1996. |  | Deportivo Cali - Copa Libertadores : - Finaliste : 1999. |